# 豬胰

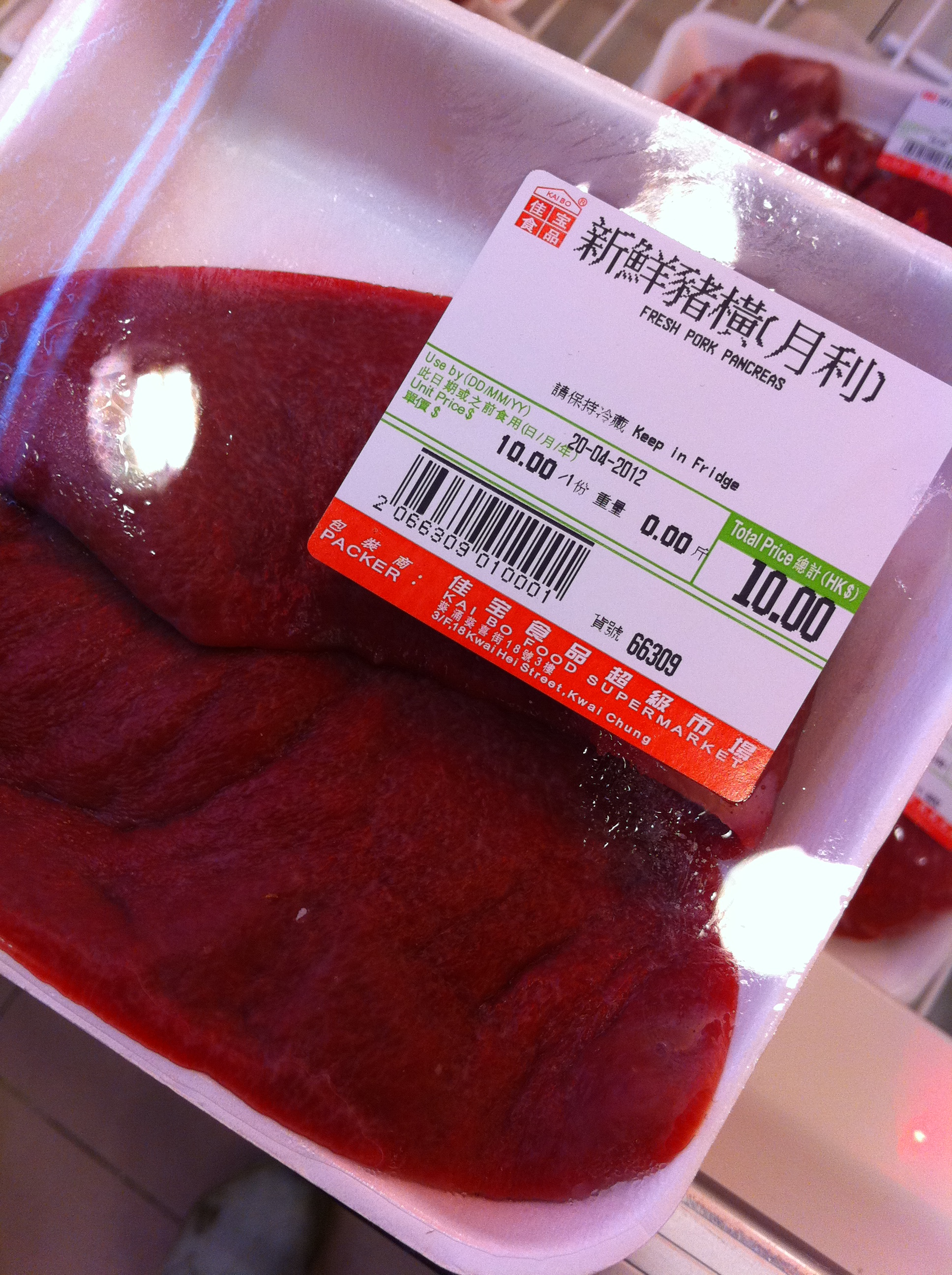
豬胰

豬胰，又稱豬脾，粤语稱為豬橫脷、潮汕话称为猪尺、北方话称为猪沙肝。是指可供食用的家豬胰臟。豬胰位於豬的腹部，與豬腸橫連著，好像一條舌頭，而廣東話稱「舌」為「脷」，故得「豬橫脷」的別稱，與「豬脷」（豬舌）無關。豬胰有清濕熱的功效，廣東人常將之加入雞骨草煲湯飲用。